# Regionalmacht

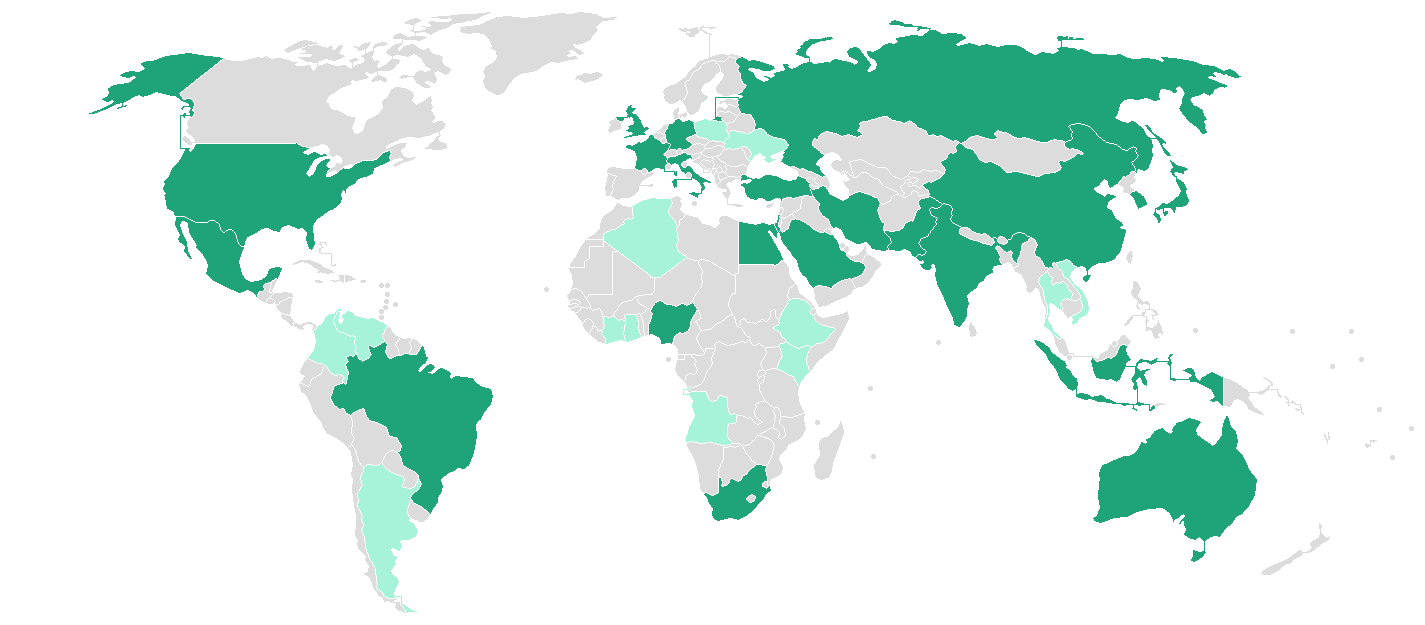
Regionalmächte im Jahr 2012

Eine Regionalmacht ist ein Staat, der über eine Ressourcenausstattung verfügt, die der der Nachbarstaaten überlegen ist, und der zudem den außenpolitischen Anspruch erhebt, eine Führungs- oder Vormachtrolle in einer Region zu spielen.
Auch wenn analytische Instrumente zum Identifizieren und Vergleichen von Regionalmächten und ihrer Abgrenzung zu Groß- und Mittelmächten fehlen, werden die fünf BRICS-Staaten Brasilien, Russland, Indien, Volksrepublik China und Südafrika in der internationalen Politik als Regionalmächte bezeichnet.